# Zerstörergeschwader 101
La Zerstörergeschwader 101 (ZG 101) (101e escadron de chasseur lourd) est une unité de chasseur-bombardier de la Luftwaffe pendant la Seconde Guerre mondiale. 

## Opérations
Le ZG 101 est équipé d'avions Messerschmitt Bf 109D, Junkers Ju 88 et Focke-Wulf Fw 190 (uniquement pour le III./ZG 101) .

## Organisation

### Stab. Gruppe
Le Stab./ZG 101 est formé le 20 mars 1943 à Memmingen à partir du Stab./Zerstörerschule 2.

Il est dissous le 15 mars 1945
Geschwaderkommodore (Commandant de l'escadron) :
| Début           | Fin             | Grade  | Nom              |
| --------------- | --------------- | ------ | ---------------- |
| 20 mars 1943    | 14 janvier 1944 | Major  | Johann Kogler    |
| 15 janvier 1944 | 15 mars 1945    | Oberst | Heinz Nacke (en) |

### I. Gruppe
Formé le 20 mars 1943 à Memmingen à partir du I./Zerstörerschule 2.

- Stab I./ZG 101 à partir du Stab I./Zerstörerschule 2
- 1./ZG 101 à partir du 1./Zerstörerschule 2
- 2./ZG 101 à partir du 2./Zerstörerschule 2

Le 1er juin 1944, le 2./ZG 101 devient 6./ZG 101.
Le 15 octobre 1944, le I./ZG 101 est réorganisé comme suit :
- Stab I./ZG 101
- 1./ZG 101
- 2./ZG 101 nouvellement créé
- 3./ZG 101 nouvellement créé
- 4./ZG 101 nouvellement créé

Le I./ZG 101 est dissous le 15 mars 1945.

Gruppenkommandeure (Commandant de groupe) :
| Début             | Fin              | Grade     | Nom                    |
| ----------------- | ---------------- | --------- | ---------------------- |
| 20 mars 1943      | 1er juillet 1943 | Major     | Fritz Schulze-Dickow   |
| 10 septembre 1943 | 31 mai 1944      | Major     | Franz Smolle           |
| 1er juin 1944     | 5 juillet 1944   | Hauptmann | Karl Fritz Schlosstein |
| 6 juillet 1944    | 15 mars 1945     | Hauptmann | Günther Weyl           |

### II. Gruppe
Formé le 20 mars 1943 à Bad Aibling à partir du II./Zerstörerschule 2 avec :
- Stab II./ZG 101 à partir du Stab II./Zerstörerschule 2
- 3./ZG 101 à partir du 3./Zerstörerschule 2
- 4./ZG 101 à partir du 4./Zerstörerschule 2

Le 9 décembre 1943, le 4./ZG 101 est renommé 8./ZG 101, et est reformé en janvier 1944.

Le 15 octobre 1944, le II./ZG 101 est réorganisé comme suit :
- Stab II./ZG 101
- 5./ZG 101 à partir du 3./ZG 101
- 6./ZG 101 à partir du 4./ZG 101
- 7./ZG 101 nouvellement créé
- 8./ZG 101 nouvellement créé

Le II./ZG 101 est dissous le 15 mars 1945.

Gruppenkommandeure :
| Début            | Fin          | Grade     | Nom                  |
| ---------------- | ------------ | --------- | -------------------- |
| Mars 1943        | 1943         | Hauptmann | Jung                 |
| 1943             | Juin 1943    | Major     | Werner Guth (de)     |
| 1er juillet 1944 | 10 août 1944 | Hauptmann | Helmut Haugk (en)    |
| 11 août 1944     | 15 mars 1945 | Major     | Fritz Schulze-Dickow |

### III. Gruppe
Formé le 1er juin 1944 à Laupheim avec :
- Stab III./ZG 101 nouvellement créé
- 5./ZG 101 nouvellement créé
- 6./ZG 101 à partir du 2./ZG 101

Le 26 juillet 1944, le III./ZG 101 est renommé JG 113 avec :
- Stab III./ZG 101 devient Stab/JG 113
- 5./ZG 101 devient 2./JG 113
- 6./ZG 101 devient 3./JG 113

Gruppenkommandeure :
| Début         | Fin             | Grade | Nom          |
| ------------- | --------------- | ----- | ------------ |
| 1er juin 1944 | 26 juillet 1944 | Major | Franz Smolle |